# 张昭德
张昭德（?—?），又名张晋，是中国早期革命家和早期中国共产党党员。

## 生平
张昭德早年在北京俄文专修馆学习，期间接触到了社会主义思想。1920年毕业后，他受张西曼的推荐，前往哈尔滨东华学校教授俄文，并在哈尔滨工业专科学校（即哈尔滨工业大学的前身）兼任教职。期间，他与李大钊、罗章龙等保持密切联系。瞿秋白、张太雷、罗章龙的革命活动都曾得到了他的协助1923年8月，张昭德加入了中国社会主义青年团，随后加入中国共产党，并发展了张锦春等人成为共产党员。此外，他还参与创办了《东北早报》及其副刊《东北潮》，并担任《东北早报》的总编辑。
第一次国共合作时期，张昭德加入国民党，并任国民党哈尔滨支部长，还在陈为人的领导下着手筹建国民党哈尔滨地方组织。1924年1月，他作为北满地区国民党代表参加了国民党第一次全国代表大会。1926年1月，他又参加了国民党第二次全国代表大会，并在会上报告了东三省党务的工作情况。